# 爱德华·格里格
爱德华·哈盖鲁普·格里格（挪威語：Edvard Hagerup Grieg，1843年6月15日—1907年9月4日），挪威作曲家，浪漫主义音乐时期的重要作曲家之一。
常有人把他和丹麥的卡爾·尼爾森和芬蘭的西貝流士合稱為北歐音樂三傑之一。
爱德华·格里格出生于卑尔根，祖先是蘇格蘭人，具有民族主义、爱国主义思想倾向，被其姨丈的兄長的挪威小提琴家和作曲家奧雷·布爾發掘和資助其出國留學。
作品大多以风俗生活、北欧民间传说、文学著作或自然景物为题材，具有鲜明的民族风格，是挪威民族乐派的人物，而有意地避免寫古典音樂標準體裁，像拒絕寫歌劇，交響曲只有一首並被他本人禁演數十年，而協奏曲實際只有一首鋼琴協奏曲是生前完成公開，另有一首交響曲和兩首協奏曲被中止創作。他較多寫的是些鋼琴小品或舞台劇的配樂，以及獨立管弦樂的序曲。
可是又有別更早一代丹麥的作曲家漢斯·克里斯蒂安·倫拜，採用類似後世認為是輕音樂或民謠與流行樂的，舞曲主導的商業化風格。而仍然保持著古典音樂俗成的優點，如深度和抽像的一面。
代表作有《A小调钢琴协奏曲》、《培尔·金特组曲》、《霍爾堡組曲》、《钢琴抒情组曲》等等。

## 作品节选
- 《在秋天》（Concert Overture In Autumn）
- 《悲歌旋律》（Two Elegiac Melodies）
- 《皮爾金組曲》
- 《十字军战士西古尔德》（Sigurd Jorsalfar）
- 《A小调钢琴协奏曲（英语：Piano Concerto (Grieg)）》
- 《郝爾拜組曲》（Holberg Suite）
- 《天鵝》（A Swan）
- 《朝露》（Morning Dew）